# Daniel Gastón Montenegro
Daniel Gastón Montenegro (Buenos Aires, 28 de desembre de 1979) és un futbolista argentí, que ocupa la posició de migcampista defensiu.

## Trajectòria
Comença la seua carrera professional al Club Atlético Huracán el 1997. Ha militat a Club Atlético Independiente (en tres etapes diferents), Olympique de Marsella (on va ser cedit per tres cops: Zaragoza, Osasuna i Huracan), al FC Saturn Moscou rus i al Club Atlético River Plate, en dues etapes.
Hi va destacar en el seu tercer període a Independiente, on va marcar 41 gols en 104 partits, sent migcampista. El 2009, el Club America mexicà es va interessar en els seus serveis. El primer tracte es va malbaratar, ja que l'oferta de 2,5 milions de dòlars va ser rebutjada per l'entitat argentina. El juliol d'eixe any, es va arribar a un acord per la suma de 3 milions d'euros.
Amb l'América també ha marcat, i de fet, el seu primer gol va ser des del mig del camp, davant Deportivo Toluca FC, en un encontre que va finalitzar 7 a 2.

## Internacional
Montenegro va representar la selecció argentina sub-20 al Mundial Juvenil de 1999. El 2007 debuta amb l'absoluta, davant Xile.

## Títols
- Copa del Rei 2001
- Apertura 2001
- Clausura 2004